# Manuela Lutze
Manuela Lutze (ur. 20 marca 1974 w Blankenburg am Harz) – niemiecka wioślarka, trzykrotna medalistka olimpijska.
Wszystkie medale zdobyła jako członkini czwórki podwójnej. Należała do tej osady na trzech igrzyskach, od Sydney do Pekinu. Niemki zdobyły dwa złote (2000 i 2004) oraz jeden brązowy medal (2008). Wcześniej brała udział w igrzyskach w Atlancie w dwójce. Zdobywała tytuły mistrzyni świata (1997, 1998, 1999, 2001, 2002).

## Osiągnięcia
- Igrzyska Olimpijskie – Pekin 2008 – czwórka podwójna – 3. miejsce[2].